# Branès
 (juillet 2022).
Les Branès, également appelés Baranis ou Baranès, sont l’une des deux branches historiques qui composent le peuple berbère. Selon l’hypothèse généalogique de l’historien Ibn Khaldoun,, l’autre branche est le groupe des Botr.
D’après Ibn Khaldoun, les Branès sont constitués de sept grandes tribus: les Azdadja (dont font partie les Ghomaras) qui vivaient auparavant dans la région d’Oran,,, les Masmouda du Haut Atlas, les Awerba , les Adjica, les Kutama, les Sanhadja et les Awrigha. Le généalogiste Sabec ibn Soleïman, ajoute à cette liste les Lemta (ou Lemtouna), les Heskoura et les Guezoula. Branès est le fils de Mazigh.
Ibn Khaldoun considérait les Baranis comme un peuple sédentaire et les ancêtres des Berbères sédentaires, tandis que l’autre groupe, les Butr, étaient considérés comme les ancêtres des Berbères nomades.
Aujourd’hui, une population dénommée Branès est établie au nord-ouest de la province de Taza dans le Rif. La tribu est apparentée aux Rifains et est constituée de quatre fractions: les Awerba, les Taifa, les Beni Bouyahla et les Beni Fekkouss.